# 16 nivôse
16 frimaire 16 pluviôse
Le sextidi 16 nivôse, officiellement dénommé jour du silex, est le 106e jour de l'année du calendrier républicain.
C'était généralement le 5e jour du mois de janvier dans le calendrier grégorien.